# Defensionskaserne Kronprinz

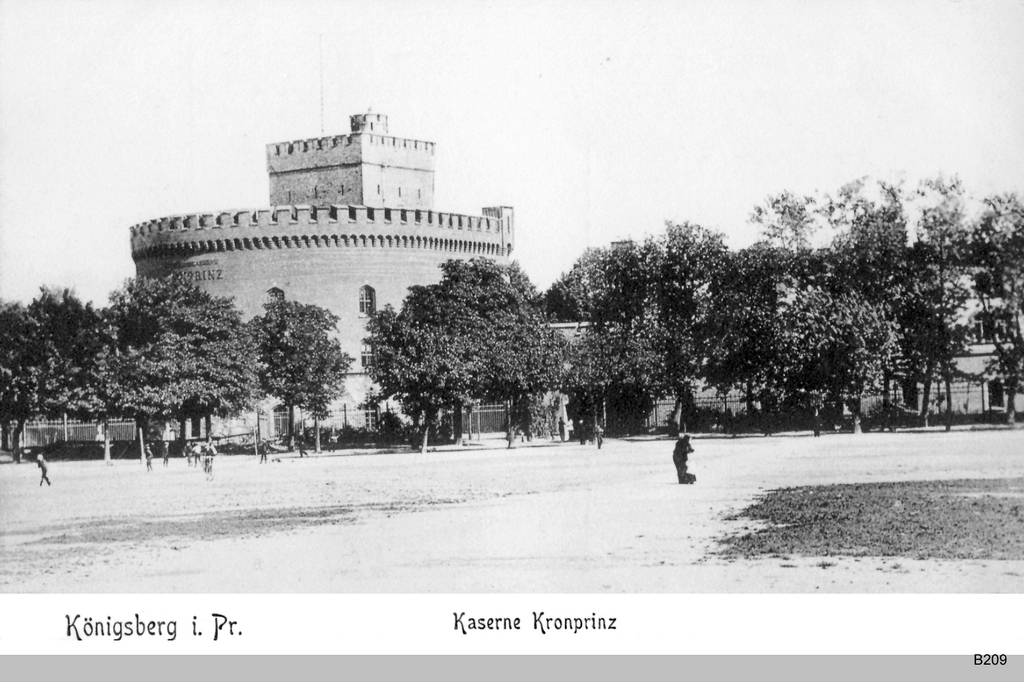
Kronprinzen-Kaserne in Königsberg

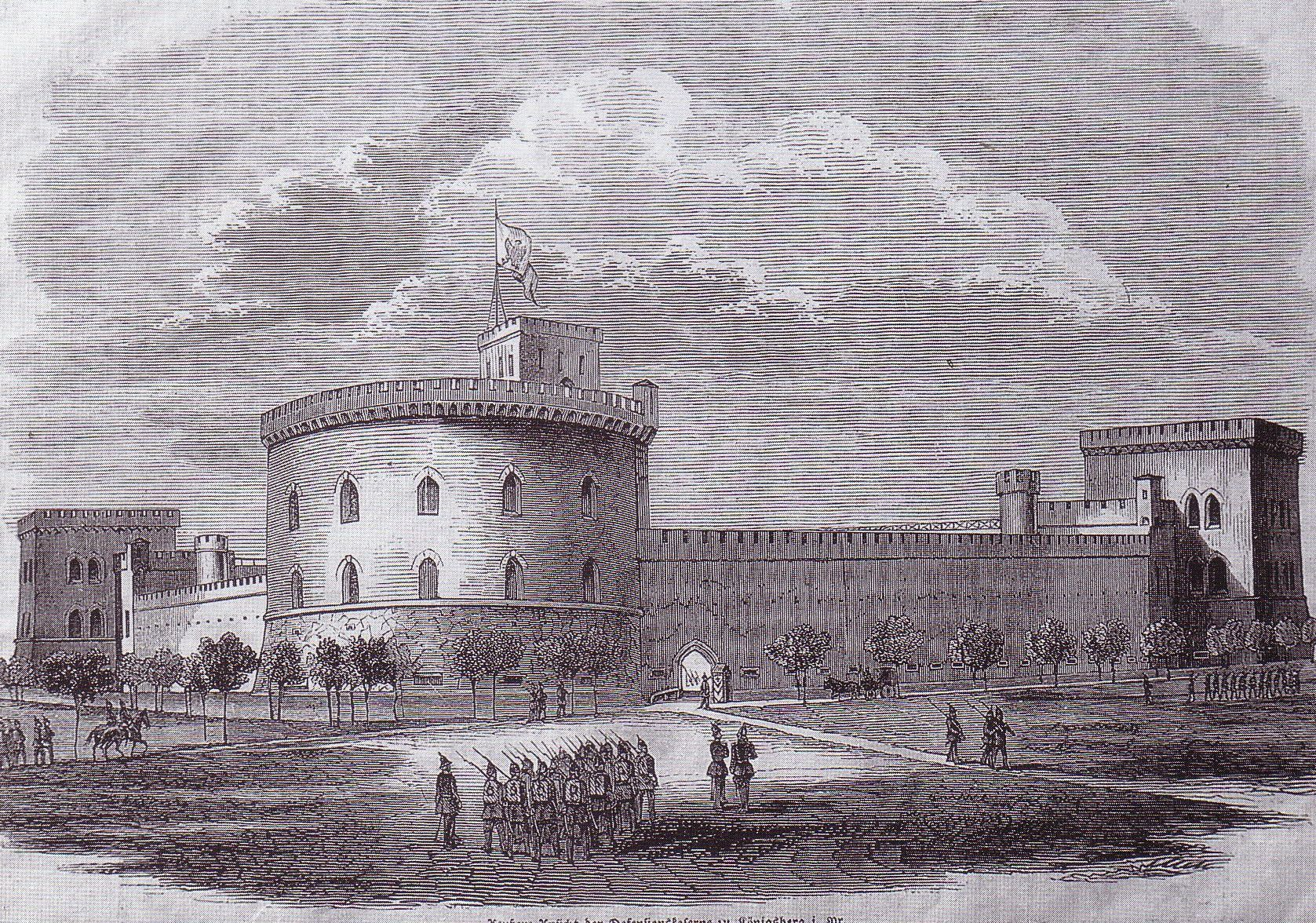
Die Defensionskaserne 1854

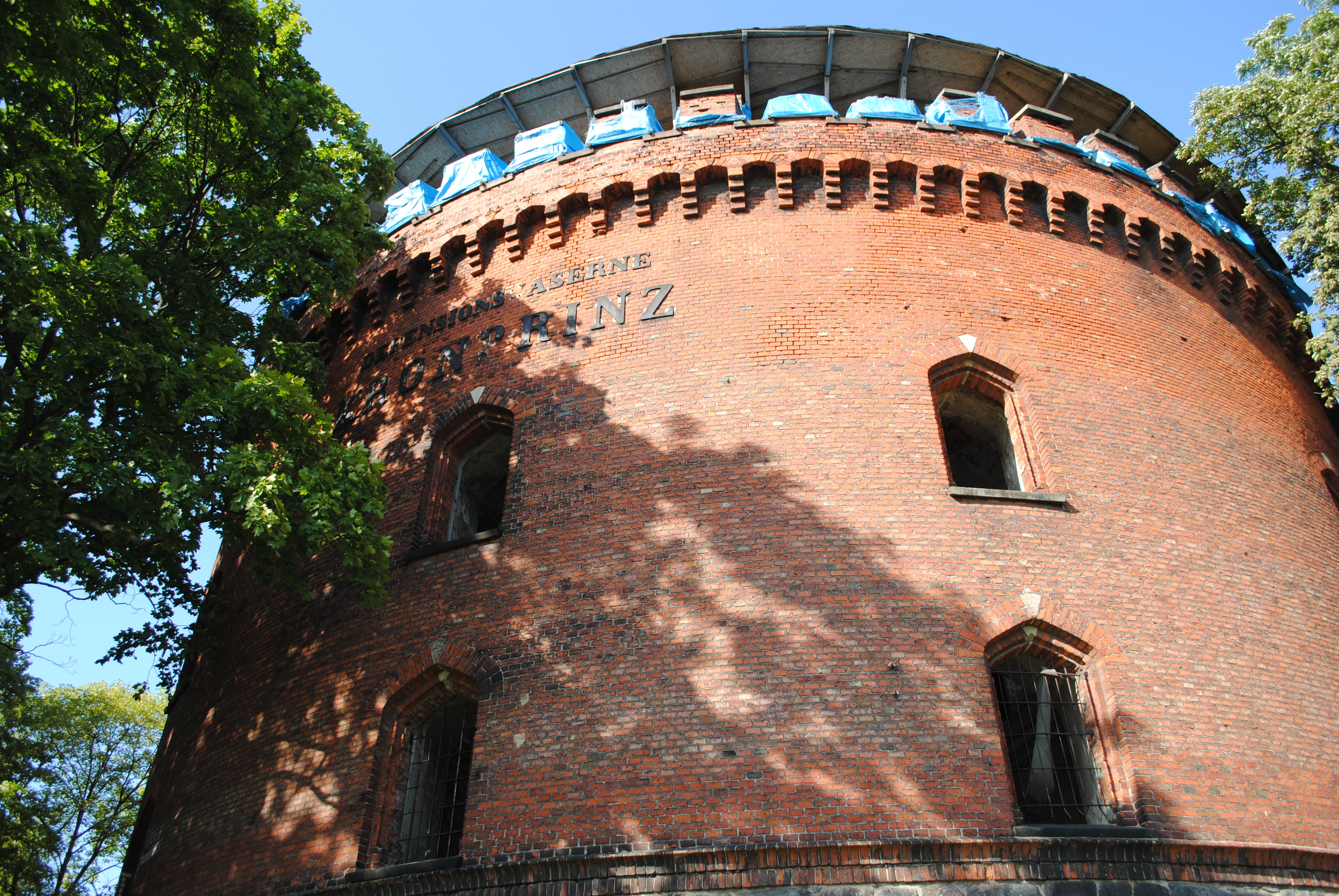
Der runde Turm 2013

Das langgestreckte Gebäude der Defensionskaserne Kronprinz ist eine Fortifikationsanlage. Sie liegt an der ehemaligen Litauischen Wallstraße in Königsberg. Der Name der Kaserne, der in großen Lettern noch immer am gewaltigen Wehrturm des Bauwerks angebracht ist, geht wahrscheinlich auf das einquartierte Altpreußisches Infanterieregiment No. 2 von 1655/32 zurück, das als Regimentschef Kronprinz Wilhelm hatte und im Kaiserreich das 1. Ostpreußische Grenadierregiment Nr. 1 „Kronprinz“ genannt wurde. Die Entwurfspläne zur 1849 errichteten Kronprinz-Kaserne gehen auf den General Ernst Ludwig von Aster zurück.
Die Kaserne weist einen U-förmigen, 150 Meter langen Hauptteil auf, an den zwei Seitenflügel stumpfwinklig angebaut sind. Dahinter gibt es zwei je 67 Meter lange Rechteckbauten, zwischen denen ein Turm von 20 Metern Durchmesser steht. Das Gebäude war einst von einem mit dem Oberteich verbundenen Wassergraben umgeben. Den Eingang zur Kaserne bildete ein großes aus Eichenholz gefertigtes und mit einer Zugbrücke versehenes Tor über dem geschrieben stand: 
„Alt meine Fahnen, Alt meine Ehr’, Doch jung mein Fühlen, Scharf meine Wehr. Ruh’ nicht auf Lorbeer, Aus großer Zeit, Ruf’ mich, mein König, Ich bin bereit.“
An der Stelle der jetzigen Fenster gab es früher Geschützscharten der Kasematten; das Dach war als offene, mit einer zackenförmigen Brustwehr versehene Verteidigungsfläche angelegt. Doch ab dem Jahr 1890, mit der Errichtung der Bastion Grolman trat die taktische und militärische Bedeutung der Kaserne immer mehr in den Hintergrund. Die Geschütze der Kasematten wurden abmontiert und in andere Befestigungsanlagen verlegt, die Kasematten selbst wurden zu Unterkünften für die Mannschaften umgebaut. Ab 1933 waren in der Kaserne die Königsberger Polizei, die Wehrmacht-Zahlmeisterei sowie verschiedene Ressorts der Königsberger Stadtverwaltung untergebracht. Bei der Schlacht um Königsberg, bezog eine Infanterie-Division der Wehrmacht Stellung in den Räumen der Kronzprinz-Kaserne und wurde Teil der Festung Königsberg.
Das Bauwerk wird heute nicht mehr zu militärischen Zwecken genutzt, sondern an Kleingewerbebetriebe vermietet. Ab dem Jahr 2015 sollten hier Ausstellungsräume der Kaliningrader Zweigstelle des staatlichen Zentrums für Gegenwartskunst eingerichtet werden.